# Maya the Bee Movie
Maya the Bee (em alemão:  Die Biene Maja - Der Kinofilm) ou (bra: A Abelha Maya: O Filme; prt: Abelha Maia - O Filme) é um filme de animação alemão-australiano de aventura e comédia, dirigido por Alexs Stadermann, foi baseado na literatura infantojuvenil homónima do autor alemão Waldemar Bonsels. O filme foi lançado em 11 de setembro de 2014 na Alemanha, na Austrália foi exibido em 1 de novembro de 2014 e em Portugal no dia 8 de janeiro de 2015.
No Brasil, o filme foi lançado em 2015 diretamente para streaming e DVD pela Flashstar Filmes que é pertencente ao grupo Rio Negro Audiovisual (Antiga Five Stars Distribuição e atual Grupo A2 Filmes).

## Sinopse
Maia a abelha, fica entediada e vai com seu melhor amigo Willy para viver aventuras e fugir da monotonia de controlar a vida da colmeia. Flip, o gafanhoto ajuda Maia a evitar obstáculos na floresta para salvar a rainha dos  planos diabólicos de Buzzlina Von Beena.

## Elenco

### Versão em alemão
- Nina Schatton como Maya
- Jan Delay como Willy
- Beate Gerlach como Thekla
- Stefan Krauße como Arnie
- Roland Hemmo como Bruno
- Santiago Ziesmer como Hugo
- Eva-Maria Hagen como Raubga
- Cosma Shiva Hagen como Cassandra

### Versão em inglês
- Coco Jack Gillies como Maya[9]
- Kodi Smit-McPhee como Willy, o melhor amigo de Maya[10]
- Joel Franco como Sting
- Noah Taylor como Crawley[10]
- Richard Roxburgh como Flip
- Jacki Weaver como Buzzlina Von Beena[10]
- Miriam Margolyes como a Rainha[10]
- Andy McPhee como Hank
- Justine Clarke como Cassandra[10]

### Versão em português europeu
- Renata Belo como Abelha Maia
- Francisco Magalhães Ferreira como Willy
- Francisco Pimentel como Sting
- Margarida Vila-Nova como Cassandra
- Nicolau Breyner como Flip
- Carmen Santos como Buzzlina Von Beena
- Ermelinda Duarte como a Rainha
- Outras vozes: Bruno Ferreira, João Ricardo e Ricardo Monteiro.
- Músicas interpretadas por: Mimi Froes e Nicolau Breyner
- Direção musical e gravação músicas: José Manuel Castanheira
- Tradução músicas: Paulo Abreu Lima
- Estúdio de misturas e dobragem: VS 2.0 Digital Media
- Direção da dobragem: Bruno Ferreira
- Diretora de produção: Ana Soraia
- Gravação e mistura: Sérgio Duarte
- Tradução: Susana Ramalho
- Adaptação para dobragem: José Jorge Duarte[11]

## Produção
Em 20 de maio de 2013, o site Animation World Network anunciou que o filme seria distribuído pela Universum Film, na Alemanha.
Em novembro de 2014, a revista Variety anunciou que a distribuidora Shout! Factory adquiriu os direitos do filme para a América do Norte. O filme foi dirigido por Alexs Stadermann, e produzido por Patrick Elmendorff e Thorsten Wegener do estúdio de animação Studio 100 Animation em Munique e Jim Ballantine e Barbara Stephen da Buzz Studios em Sydney. O filme foi produzido em colaboração entre o estúdio australiano Flying Bark Productions e o canal alemão ZDF.

## Recepção
Frank Hatherley do Screen Daily comentou que "o filme é alegre para crianças pequenas, principalmente para as meninas" com cores vivas e muita ação não um pouco ameaçadora, enquanto no Rotten Tomatoes teve uma classificação de 47%.